# Katastrofa lotu Air New Zealand 901
Katastrofa lotu Air New Zealand 901 – wypadek lotniczy, który miał miejsce 28 listopada 1979 o godzinie 12:49 na Antarktydzie. McDonnell Douglas DC-10 nowozelandzkich linii Air New Zealand rozbił się o wulkan Erebus. W wypadku zginęło wszystkich 237 pasażerów i 20 członków załogi.
Pierwsze dochodzenie wykazało, że wypadek był wynikiem błędu pilota, ale powszechne żądania dokładnego zbadania sprawy doprowadziły do powołania specjalnej komisji, która miała za zadanie dogłębne wyjaśnienie przyczyn wypadku. Komisja, której przewodniczył sędzia Peter Mahon, doszła do wniosku, że wypadek spowodowało niepoinformowanie załogi o zmianach współrzędnych lotu, które nastąpiły w nocy poprzedzającej zdarzenia. W rezultacie samolot leciał około 44 km na wschód od zaprezentowanej pilotom ścieżki lotu, kiedy zderzył się z wulkanem.
Wypadek do dziś jest najtragiczniejszym w historii Nowej Zelandii.

## Samolot
Samolot, który uległ wypadkowi, to McDonnell Douglas DC-10-30 o numerze seryjnym 46910, oddany do użytku w listopadzie 1974. Był to 182. wyprodukowany samolot tego typu. Do Air New Zealand trafił 14 grudnia 1974, po czym otrzymał numer rejestracyjny ZK-NZP. Maszyna napędzana była trzema silnikami General Electric CF6-50C. W momencie wypadku samolot miał na swoim koncie 20 765 godzin w powietrzu.

## Załoga
Załogę lotu 901 Air New Zealand dnia 28 listopada 1979 stanowiło 20 osób, wszyscy byli obywatelami Nowej Zelandii. Byli to:
- Thomas James Collins (45 lat) – kapitan, 11 151 godzin lotu,
- Gregory Mark Cassin – pierwszy oficer, 7934 godziny lotu,
- Graham Lucas – pierwszy oficer – w momencie wypadku nie znajdował się w kokpicie,
- Gordon Brooks – mechanik pokładowy, który obsługiwał panel w momencie wypadku, 10 886 godzin lotu,
- Nick Maloney – mechanik pokładowy, 6468 godzin lotu,
- David Bennett, Elizabeth Carr-Smith, Graham Cater, Martin Collins, Mike Finlay, Dianne Keenan, Jim Lewis, Roy McPherson, Sue Marinovic, Bruce Maxwell, Katrina Morrison, Russell Scott, Dave Sickelmore, Steve Simmons, Marie Wolfert – stewardzi i stewardesy[5].

## Pasażerowie
Tabela przedstawiająca narodowości pasażerów lotu 901.
| Państwo           | Liczba pasażerów |
| ----------------- | ---------------- |
| Nowa Zelandia     | 180              |
| Japonia           | 24               |
| Stany Zjednoczone | 22               |
| Wielka Brytania   | 6                |
| Kanada            | 2                |
| Australia         | 1                |
| Francja           | 1                |
| Szwajcaria        | 1                |
| Razem:            | 237              |

## Loty nad Antarktydą
W lutym 1977 Air New Zealand i australijskie linie lotnicze Qantas rozpoczęły loty widokowe nad Antarktydą. Oferta okazała się niezwykle popularna, w związku z czym linie wystąpiły do Działu Lotnictwa Cywilnego w Ministerstwie Komunikacji o pozwolenie na kontynuowanie ich latem 1978 i 1979.
W listopadzie 1979 bilety kosztowały 329 dolarów nowozelandzkich (równowartość ponad 1000 dolarów w 2008), a pasażerowie nie mieli żadnej gwarancji, że zobaczą Antarktydę. Warunki pogodowe mogły w każdej chwili się zmienić, a linie nie zwracały w takim przypadku żadnych poniesionych kosztów. Mimo to zwykle podczas lotów zajętych było około 85% miejsc. Puste miejsca, zazwyczaj w centralnej części kabiny pasażerskiej, pozwalały pasażerom na łatwiejsze przemieszczanie się między oknami.
Na pokładzie panowała swobodna atmosfera, były serwowane posiłki, przekąski, pasażerowie wędrowali po samolocie w poszukiwaniu najlepszych widoków. Również wizyty w kokpicie były mile widziane, a na pokładzie znajdowali się eksperci udzielający informacji na temat Antarktydy.

## Przebieg wydarzeń

### Przygotowania do lotu

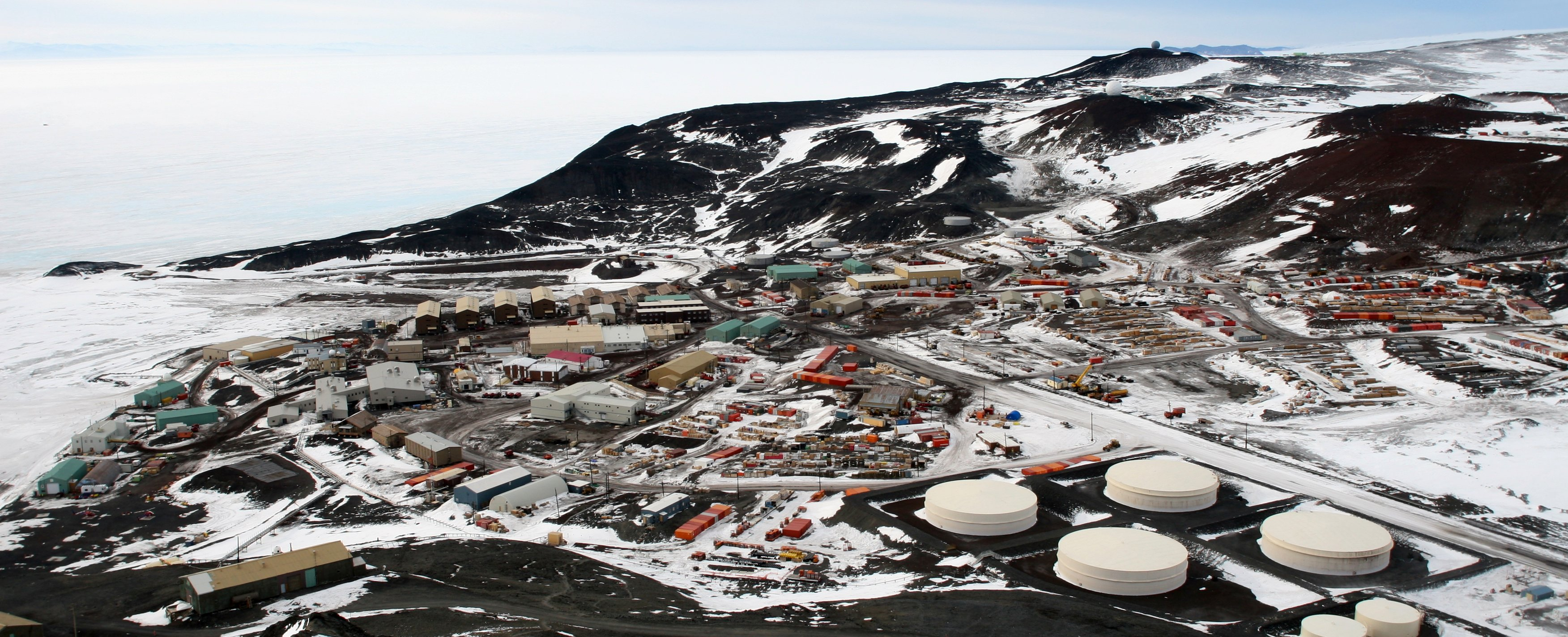
Stacja McMurdo

Na 19 dni przed feralnym lotem, 9 listopada 1979, kapitan Jim Collins i pierwszy oficer Greg Cassin wzięli udział w spotkaniu organizacyjnym, które miało na celu poznanie trasy oraz przedstawienie jej najważniejszych aspektów. Żaden z nich nigdy nie latał nad Antarktydą, mimo to ich pracodawcy zgodzili się na kierowanie przez nich lotem, ponieważ obaj byli bardzo doświadczeni, a sam lot uznawany był za jeden z łatwiejszych. Na spotkaniu obecny był również kapitan Leslie Simpson, który odbył podobny lot 14 listopada.
Podczas spotkania odbyła się audiowizualna prezentacja, przegląd planu lotu oraz 45-minutowy lot na symulatorze DC-10. Piloci zgłębili tajniki nawigacji w warunkach Antarktydy, szczegóły lotu IFR do radiostacji McMurdo, a także minimalne warunki pogodowe pozwalające na lot z widocznością. Zostali pouczeni również, że w granicach systemu nawigacji w sektorze McMurdo minimalna wysokość wynosiła 6000 stóp (1830 metrów), natomiast w przypadku warunków pogodowych poniżej wartości dopuszczalnych najmniejsza bezpieczna wysokość wynosiła 16 000 stóp (4900 metrów).
W prezentowanych materiałach znajdowały się również prospekty i mapy dla pasażerów, a także kopie planów lotu, używane w poprzednich lotach nad Antarktydą.

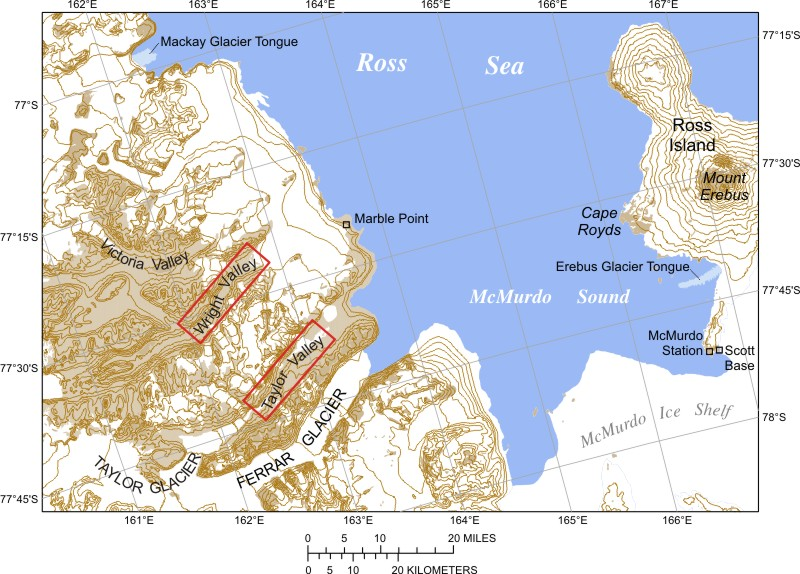
McMurdo Sound

Kapitan Collins nie wiedział, że współrzędne w systemie komputerowym Air New Zealand różniły się od planu lotu zatwierdzonego w 1977 przez Ministerstwo Transportu. Zatwierdzony plan zakładał lot bezpośrednio od przylądka Cape Hallet do bezkierunkowej radiolatarni na terenie amerykańskiej stacji badawczej McMurdo na Wyspie Rossa, bezpośrednio nad wulkanem Erebus. Jednak plan przedstawiony na 19 dni przed lotem przedstawiał lot przez środek zatoki McMurdo Sound, 27 mil na zachód od wulkanu. Większość poprzednich załóg wprowadzała do systemu nawigacyjnego zmienione współrzędne, nieświadoma różnic z zatwierdzonymi.
Kapitan Simpson podczas lotu 14 listopada porównał współrzędne widniejące na planach lotu z tymi, które załoga wprowadziła do pokładowego systemu nawigacyjnego. Dostrzegł ogromne różnice, o czym niezwłocznie poinformował sekcję nawigacji linii lotniczych. W noc poprzedzającą lot współrzędne zostały skorygowane, o czym załoga lotu 901 nie została poinformowana. Plan lotu przekazany pilotom o poranku 28 listopada, który następnie został ręcznie wprowadzony do komputera pokładowego, różnił się od planu przedstawionego 19 dni wcześniej (na jego podstawie kapitan w noc poprzedzającą lot wykonał notatki). Różnica polegała na tym, że plan przedstawiony na spotkaniu organizacyjnym zakładał ominięcie wulkanu w bardzo dużej odległości, z kolei ten, który rankiem przekazano załodze, obejmował lot ponad szczytem wulkanu. W przeciwieństwie do pierwszej, druga trasa mogła doprowadzić do kolizji z wulkanem przy locie poniżej 13 000 stóp (4000 metrów).

### Lot 901
Krótko przed godziną 8:30 McDonnell Douglas wystartował z portu lotniczego w Auckland. 237 pasażerów i 20 członków załogi wyruszyło w 12-godzinny rejs nad Antarktydą. Po około czterech godzinach lotu maszyna znajdowała się 68 kilometrów od stacji McMurdo. Kontrolerzy zezwolili pilotom na obniżenie lotu do 3000 metrów i jego kontynuowanie z widocznością. Przepisy bezpieczeństwa ruchu lotniczego w owym czasie nie zezwalały na loty poniżej 1800 metrów, nawet przy dobrej pogodzie, jednak w magazynie podróżniczym Air New Zealand znajdowały się fotografie robione z mniejszych wysokości.

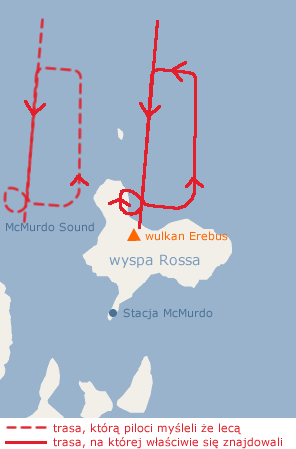
Trasa lotu

Collins przekazał kontrolerom, że będą się zniżać na wysokość 610 metrów, po czym włączą autopilota. W tym czasie przed nimi znajdowała się warstwa chmur i wulkan, pomiędzy którymi nie było kontrastu. Piloci byli przekonani, że zbocze wulkanu to Lodowiec Szelfowy Rossa, który w rzeczywistości znajdował się za górą. Air New Zealand nie przeprowadzało żadnych treningów biorących pod uwagę złudzenia optyczne w warunkach arktycznych. W rezultacie załoga była przekonana, że leci ponad wodami zatoki McMurdo Sound, choć w rzeczywistości kierowała samolot wprost na górę Erebus.
O godzinie 12:49 system ostrzegający GPWS uruchomił alarm o niebezpiecznym zbliżeniu samolotu do ziemi. Pierwszy oficer natychmiast zwiększył moc silników, ale było już za późno, by wykonać jakikolwiek manewr. Sześć sekund później samolot rozbił się o zbocze wulkanu, rozsypując się na drobne kawałki i zabijając wszystkich 237 pasażerów i 20 członków załogi.
Obsługa stacji McMurdo próbowała bezskutecznie skontaktować się z załogą lotu 901, po czym niezwłocznie poinformowała kwaterę główną Air New Zealand w Auckland. Służby poszukiwawczo-ratunkowe Stanów Zjednoczonych zostały postawione w stan gotowości.

### Akcja poszukiwawcza
Około północy wrak samolotu został odnaleziony na zboczu wulkanu Erebus przez Amerykańskie Siły Powietrzne, o czym oficjalnie poinformowano o godzinie 1:15. Wczesnym rankiem media podały, że nikt nie przeżył wypadku. 29 listopada o godzinie 9:45 amerykański helikopter opuścił na miejsce wypadku trzech wspinaczy górskich (Keitha Woodforda, Hugh Logana i Daryla Thompsona), którzy ostatecznie poinformowali o śmierci wszystkich pasażerów i członków załogi lotu 901. W szpitalu Carrington w Auckland powołano sztab kryzysowy, który pomagał rodzinom i bliskim ofiar.
Po kilku godzinach od znalezienia wraku badacze i wolontariusze wyruszyli na miejsce zdarzenia (Operacja „Overdue”), przybyli tam około północy. Z powodu fatalnych warunków pogodowych część specjalistów nie mogła dotrzeć na miejsce wypadku. W ciągu kilku godzin od rozpoczęcia akcji poszukiwawczej odnaleziono rejestrator rozmów w kokpicie (CVR) i rejestrator danych lotu (DFDR). Czarne skrzynki zostały zabrane przez NTSB do Stanów Zjednoczonych celem ich zbadania. Ciała przewożono do tymczasowej kostnicy w McMurdo, pierwsze trafiły tam 4 grudnia, zaledwie kilka godzin od rozpoczęcia akcji. 10 grudnia ostatecznie zakończono prace na miejscu wypadku, w których udział wzięło ponad 60 osób. Na miejscu odnaleziono, poza czarnymi skrzynkami i przyrządami z kokpitu, 114 ciał, które zachowały się w całości, zebrano 133 torby ludzkich szczątków oraz bardzo wiele rzeczy osobistych i bagaży.
Ostatecznie spośród 257 ofiar zidentyfikowano ciała 213, 28 osób nigdy nie odnaleziono, a szczątki 16, niemożliwych do zidentyfikowania, pochowano w zbiorowej mogile 22 lutego 1980.

## Śledztwo
12 czerwca 1980 Ron Chippindale, Główny Inspektor ds. Badania Wypadków Lotniczych w Nowej Zelandii, ogłosił raport ze śledztwa. Jako przyczynę wypadku podano błąd pilota, polegający na podjęciu decyzji o zejściu poniżej dopuszczalnego poziomu lotu (1830 metrów) i kontynuowaniu lotu, nie mając jednoznacznej pewności co do położenia samolotu. Uznał on, że kapitan Collins był błędnie przekonany, że znajduje się nad zatoką McMurdo Sound, co przyczyniło się do wypadku.
W odpowiedzi na pytania zadawane przez opinię publiczną rząd Nowej Zelandii powołał Królewską Komisję Śledczą, w skład której wchodziła tylko jedna osoba – cieszący się dużym szacunkiem sędzia Peter Mahon. Raport z jego badań został opublikowany 27 kwietnia 1981 i jednoznacznie oczyszczał z winy załogę lotu 901. Mahon stwierdził, że jedyną i niezaprzeczalną przyczyną wypadku była zmiana współrzędnych lotu bez ostrzeżenia pilotów. Nowy plan skierował lot 901 prosto nad wulkan Erebus, a załoga nie była w stanie zauważyć góry, która znajdowała się na wprost nich. Ponadto, mogli oni doświadczyć złudzenia optycznego czasami występującego w warunkach polarnych, kiedy kontrast pomiędzy chmurami a śniegiem praktycznie zanika. Zauważył również, że załoga była bardzo doświadczona, obaj piloci mieli na swoim koncie tysiące godzin w powietrzu, dlatego brak umiejętności pilotów nie mógł być przyczyną wypadku. Mahon dodał również, że zgodnie z zapisami rozmów kontroler ze stacji McMurdo zezwolił na obniżenie lotu do 450 metrów.
W swoim raporcie Mahon oskarżył zarząd i kadrę kierowniczą Air New Zealand o ukrywanie dowodów, kłamanie w czasie śledztwa i próby wybielania linii lotniczych. Doszedł również do wniosku, że raport Chippindale’a pomija tak istotny fakt, jakim była zmiana współrzędnych lotu czy nietypowe warunki atmosferyczne na Antarktydzie, a techniki badawcze, na których ów raport się opierał, były niedoskonałe i zawierały błędy. Mahon jednoznacznie stwierdził, że gdyby piloci zostali poinformowani o zmianach w planie lotu, nie doszłoby do wypadku.
18 sierpnia 1999 Minister Transportu Nowej Zelandii Maurice Williamson oficjalnie przedstawił raport Mahona w parlamencie.

## Następstwa

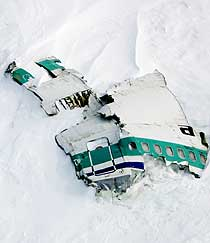
Fragment kadłuba samolotu 25 lat po wypadku

W następstwie wypadku lotu 901 Air New Zealand odwołały wszystkie loty nad Antarktydą. Wrak samolotu pozostał na zboczu wulkanu Erebus i latem jest wciąż widoczny z powietrza.
W 1979 odprawiono ceremonię, podczas której około 3 kilometry od miejsca zdarzenia postawiono drewniany krzyż upamiętniający wypadek. 30 stycznia 1987 został on zastąpiony metalowym krzyżem, gdyż drewniany uległ zniszczeniu w surowych warunkach klimatycznych.
W 2006 ustanowiono odznaczenie – New Zealand Special Service Medal (Erebus) – nadawane Nowozelandczykom, obywatelom Stanów Zjednoczonych i innych krajów, którzy w ekstremalnie niesprzyjających warunkach byli zaangażowani w akcję poszukiwania ciał ofiar, ich identyfikację oraz w wyjaśnienie przyczyn wypadku i w inne fazy operacji „Overdue”.
W 2008 sędzia Peter Mahon został pośmiertnie odznaczony przez Stowarzyszenie Pilotów Air New Zealand za nadzwyczajny wkład w bezpieczeństwo lotów poprzez jego podejście do badania wypadków lotniczych.
W 2009 dyrektor Air New Zealand Rob Fyfe oficjalnie przeprosił rodziny oraz bliskich ofiar wypadku lotu 901 i odsłonił pamiątkową rzeźbę przy kwaterze głównej linii.
Numer rejestracyjny ZK-NZP nigdy więcej nie został użyty.